# L'armata a cavallo (racconti)
L'armata a cavallo è una collezione di racconti dello scrittore russo Isaak Babel'. Le storie hanno luogo durante la Guerra sovietico-polacca del 1919-20 e sono basate sul diario tenuto dall'autore, che partecipò come giornalista corrispondente e propagandista assegnato all'Armata comandata da Semën Michajlovič Budënnyj. I racconti furono pubblicati presso le Edizioni di Stato in volume unico nel 1926, dopo essere apparsi in precedenza su giornali e riviste tra il 1923 e il 1925. L'opera è una delle prime esposizioni letterarie delle brutali, atroci realtà della guerra. Mentre durante gli anni Venti una certa libertà artistica era ancora relativamente consentita del Regime comunista, dopo il 1933 le opere di Babel' furono ritirate dalla circolazione, e solamente dopo la morte del dittatore Stalin, vent'anni dopo, tornarono ad essere disponibili.

## L'opera
Su consiglio dello scrittore Maksim Gor'kij, il giovane Babel' si fece aggregare alla Cavalleria dell'Armata Rossa Sovietica. Il libro si basa su annotazioni raccolte in un diario composto dall'autore durante la guerra, come corrispondente dell'Agenzia telegrafica russa (ROSTA) e dell'organo di stampa dell'Armata, "Il cavalleggere rosso". 
L'elemento di maggiore interesse del libro è il suo crudo realismo dei soldati cosacchi e allo stesso tempo la capacità di cogliere i valori e il significato più profondo della guerra e dei rapporti intercorsi tra commilitoni, intrecciando romanticismo, lirismo, ma disvelando virtù e arbitrarietà di episodi rimasti leggendari. La violenza dell'Armata Rossa è in stridente contrasto con la natura gentile dell'autore, nato nella città di Odessa: egli racconta le speranze, descrive i pensieri e le paure dei suoi membri, avvertendo una costante tensione tra il passato, il presente e il futuro. Il passato è rappresentato da rimembranze, flebili tracce e ricordi di persone fuori dal tempo, come sospese: una lettera in francese trovata in un palazzo nobiliare in rovina, datata 1820; le tombe dei rabbini morti da secoli; il sentimento religioso popolare. Il presente, duro, incombente e feroce, intollerabilmente disumanizzato dalla guerra, dalla fame, dalla malattia. Il futuro, colmo nonostante tutto di promesse e di aspettative, di speranze di emancipazione e di vita migliore. Preponderante è ovviamente il presente, che limita moltissimo il tempo della riflessione e costringe a cercare di soddisfare ad ogni costo bisogni primari: la fame, la sete, il desiderio sessuale di una donna. 
L'antisemitismo è un altro tema portante nei racconti. Babel' racconta come sia le Armate Rosse che quelle Bianche, mentre si combattevano sanguinosamente tra di loro, commisero atroci violenze contro gli ebrei nella vecchia Zona di residenza. Tale condotta avrebbe portato a far pronunciare a Gedali, un negoziante (nell'omonimo racconto), la celebre frase: «Qual è la Rivoluzione e quale la controrivoluzione?». Il narratore viene forzato a rappresentare la natura duale e apparentemente contraddittoria del suo essere sia un ebreo che un combattente per la Rivoluzione. 
Inoltre, l'inesperto, occhialuto Babel', è appena uscito dalla casa dei genitori, piccoli borghesi ebrei: deve cercare di guadagnare la stima dei duri commilitoni, temprati fin dall'infanzia alle più dure prove della vita. Isaak Babel' si trasforma così in Kirill Ljutov (Kirill il Crudele), riecheggiante altisonanti retaggi cosacchi. Dopo un impatto negativo, progressivamente Babel' si guadagna il rispetto dei compagni, prima indifferenti o sprezzanti. Con gesti davanti ai suoi camerati, come l'uccidere un'anatra e ordinare a una donna di cucinarla, Isaak deve dimostrare di non essere un intellettuale, ma anzi negarlo. Il libro contiene riferimenti a personaggi che avrebbero assunto più avanti posizioni di potere nell'URSS, come Semën Michajlovič Budënnyj (che accuserà l'autore di denigrazione dell'Armata sovietica), Kliment Efremovič Vorošilov e Semën Timošenko, tutti divenuti Marescialli e stretti collaboratori di Stalin. Nel settembre 1920 l'Armata viene messa in riserva e la divisione di Babel' smobilitata a seguito di ripetuti atti di crudeltà e di banditismo.
Una volta rientrato a Kiev dopo la smobilitazione, Babel' dà il quaderno-diario in custodia ad un'amica, M. Ovruckaja. L'autore dimentica lo scritto, ritenendolo perduto. Dopo l'arresto e l'uccisione di Babel' nelle purghe di Stalin, il manoscritto passa ai coniugi Stach, che lo conservano fino al 1954, quando lo restituiscono alla vedova dello scrittore, Antonina Pirožkova. Il diario verrà pubblicato integralmente nel 1990.

## I racconti
- Il guado dello Zbruc (PDF), su einaudi.it. URL consultato il 15 ottobre 2011 (archiviato dall'url originale il 3 maggio 2013).
- La chiesa di Novograd
- Lettera
- Il capo della rimonta
- Pan Apolek
- Il sole d'Italia
- L'ebreo Gedali
- La mia prima vittima: un'oca
- Il rabbino
- Sulla strada di Brody
- Teoria della tacanka
- La morte di Dolgusov
- Il combrig n. 2
- Saska il Cristo
- Biografia di Matvjej Rodionyc Pavlicenko
- Il cimitero di Kozin
- La vendetta di Priscepa
- Storia d'un cavallo
- Konkin, il ventriloquo
- La città di Berestecko
- Un po' di sale
- Una veglia
- Il cosacco Afon'ka Bida
- La chiesa di San Valentino
- Trunov il caposquadrone
- I due Ivan
- Seguito della storia d'un cavallo
- La vedova
- A Zamost'e
- Un tradimento
- Prima di Cesniki
- Dopo la battaglia
- La canzone
- Il figlio del rabbino
- Argamak

## Edizioni italiane
- L’armata a cavallo, traduzione di Renato Poggioli, Biblioteca Europea, Torino, Frassinelli, 1932, II ed. 1945. - Torino, Einaudi, 1969-2009; Milano, Fabbri Editori, 1996-2001.
- L'armata a cavallo, traduzione di Ignazio Ambrogio, Milano, Feltrinelli, 1955. - Roma, Editori Riuniti, 1964.
- L'armata a cavallo, cura e trad. di Chiara Spano, Roma, Newton Compton, 1975.
- L'armata a cavallo. Diario 1920, a cura di Costantino Di Paola, Collezione Letteratura universale, Venezia, Marsilio, 1990.
- in  Tutte le opere, traduzione di Gianlorenzo Pacini, a cura di Adriano Dell'Asta, con un saggio introduttivo di Serena Vitale, Collezione I Meridiani, Milano, Mondadori, 2006, ISBN 978-88-045-4923-9.